# Amara immunda
Amara immunda är en skalbaggsart som beskrevs av Thomas Casey. Amara immunda ingår i släktet Amara och familjen jordlöpare. Inga underarter finns listade i Catalogue of Life.